# بقمتش
بقمتش (بالفارسية: بقمچ) هي مستوطنة تقع في قسم بقمتش الريفي (مقاطعة تشناران) في إيران. يقدر عدد سكانها بـ 1,902 نسمة .